# هانك لافي (مهندس)
هانك لافي (بالإنجليزية: Hank Levy)‏ هو مهندس وعالم حاسوب أمريكي، ولد في 1952.